# Everett Silvertips
Everett Silvertips – juniorska drużyna hokejowa grająca w WHL w dywizji U.S. w konferencji zachodniej. Drużyna ma swoją siedzibę w Everett w Stanach Zjednoczonych.
- Rok założenia: 2003–2004
- Barwy: zielono-miedziane-srebrne
- Trener: Kevin Constantine
- Manager: Doug Soetaert
- Hala: Everett Event Center

## Osiągnięcia
- Pierwsze miejsce w Dywizji U.S. w sezonie zasadniczym: 2004, 2006, 2007, 2015, 2017, 2018, 2019
- Scotty Munro Memorial Trophy – najwięcej punktów w sezonie zasadniczym: 2007